# کاهوی رومی

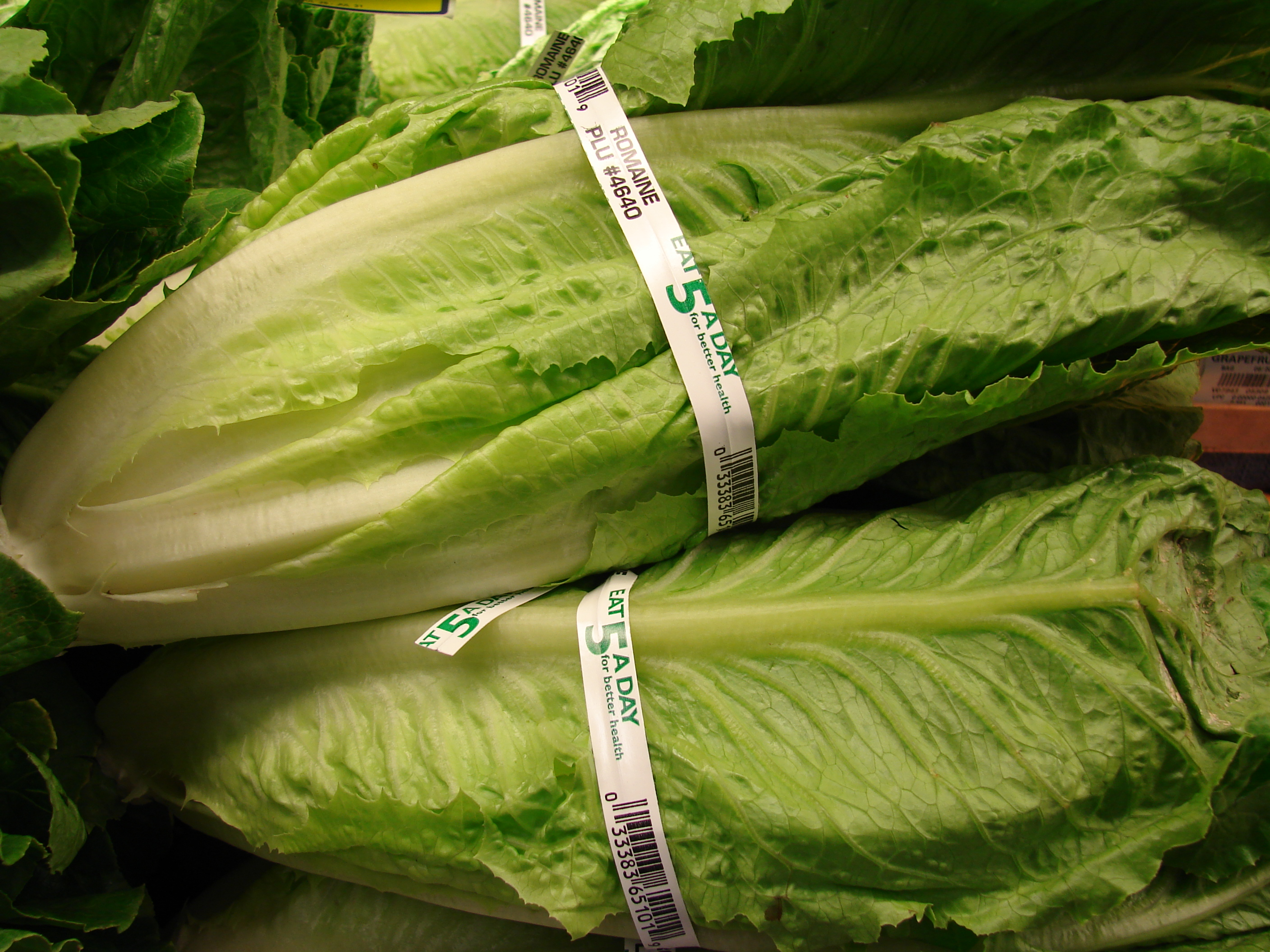
کاهوی رومی

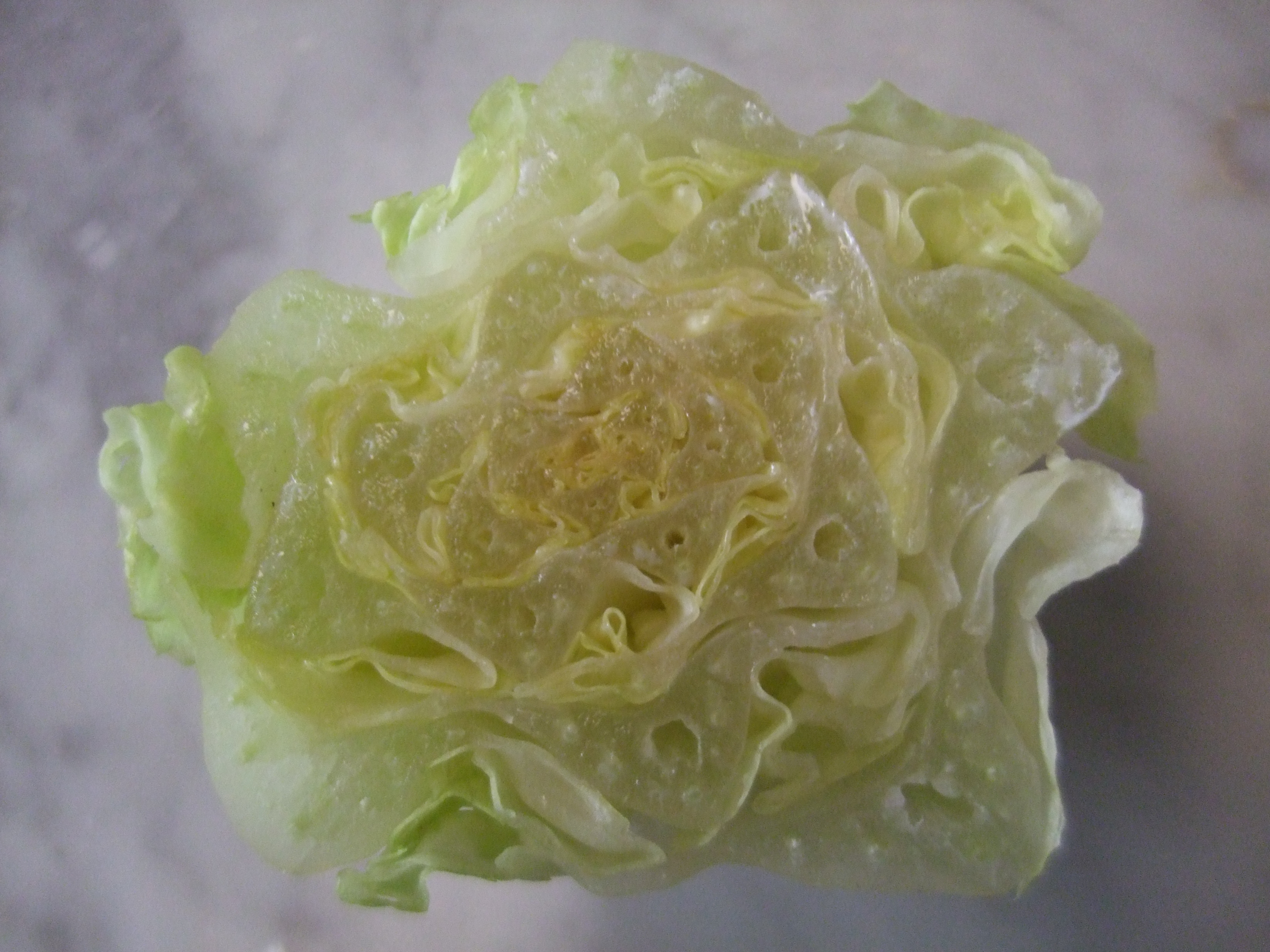
برش عرضی مغز کاهوی رومی

کاهوی رومی (نام علمی: Lactuca sativa L. var. longifolia)از انواع کاهو است که در یک سر بلند برگهای درشت با گوشت محکمی زیر مرکز آنها رشد می‌کند و برخلاف بیشتر کاهوها در برابر گرما مقاوم است.

## روش آشپزی
در سوپرمارکت‌های آمریکای شمالی کاهوی رومی در طول سال در دسترس است.
گوشت‌های ضخیم، به‌ویژه بر روی برگهای بیرونی قدیمی‌تر، باید مایع شیری داشته باشد که معمولاً طعم تلخ کمی به کاهوی رومی می‌دهد. این کاهو سالاد سبزی رایجی است، و کاهوی معمولی است که در سالاد سزار استفاده می‌شود. کاهوی رومی معمولاً در آشپزی خاورمیانه مورد استفاده قرار می‌گیرد.
کاهوی رومی را، می‌توان مثل بیشتر کاهوها پخت، تفت‌آب‌پزی کرده یا در سوپ ریخت.

## استفاده در مراسم
کاهوی رومی ممکن است در سدر عید پسح به عنوان یک گیاه تلخ به عنوان نماد تلخی دورانی که اسرائیلی‌ها در مصر توسط مصری‌ها به بردگی گرفته شدند استفاده شود.

## مواد مغذی

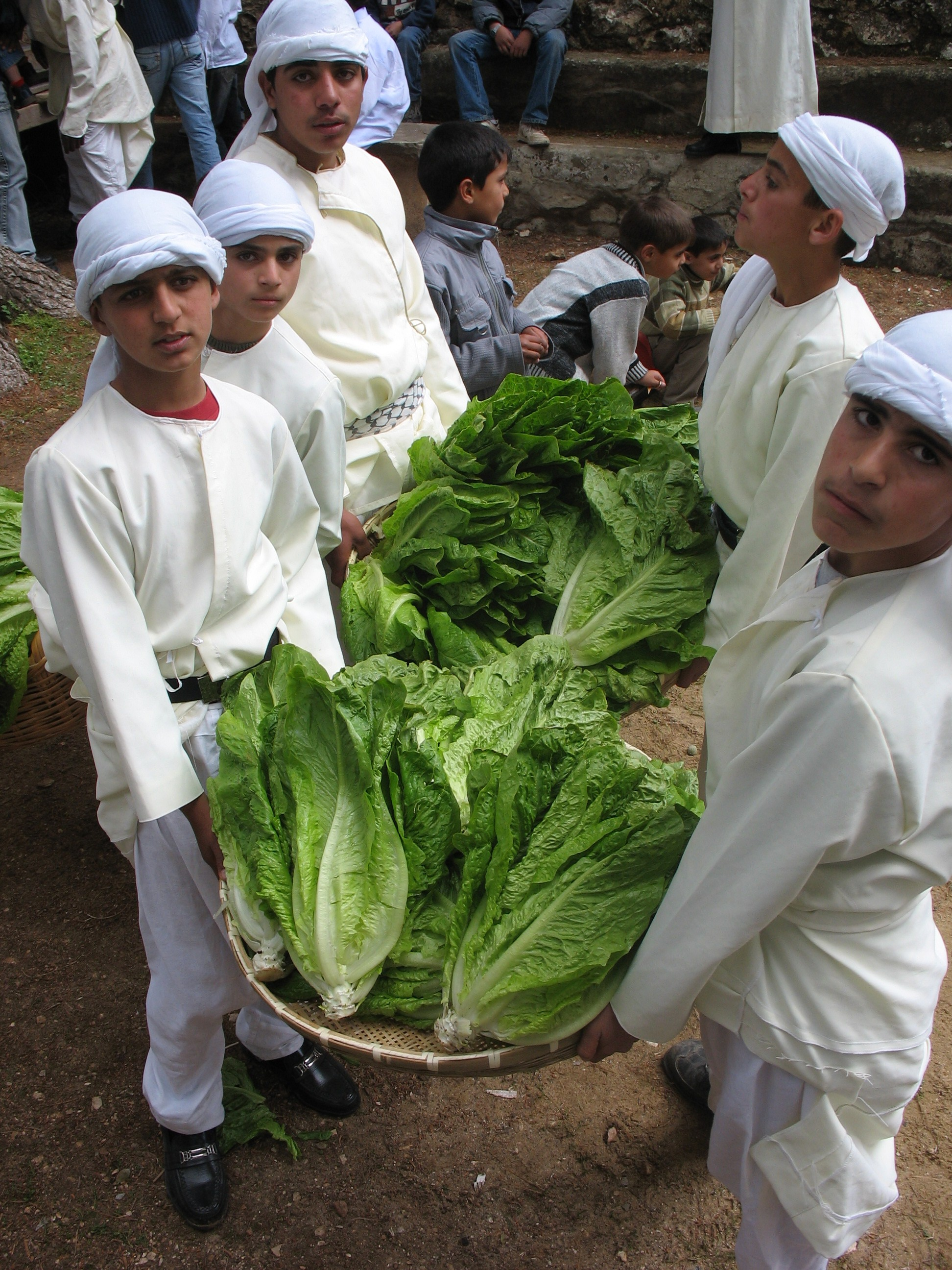
عکس اعضای گروه فولکلور آرتاس قبل از توزیع کاهو بین مهمانان جشنواره کاهوی آرتاس سال ۱۳۸۶.

عقیده بر این است که آنتی‌اکسیدان موجود در کاهوی رومی، مانند دیگر سبزیجات تیره، از سرطان جلوگیری می‌کند.

## دیگر
نام بیست و دومین روز از هفتمین ماه تقویم جمهوری فرانسه به این کاهو «رومی» اختصاص داده شده بود.